# Camera della Cultura del Reich
La Camera della Cultura del Reich (dal tedesco Reichskulturkammer, a volte abbreviata RKK) era un'agenzia governativa della Germania nazista. Fu istituita per legge il 22 settembre 1933 nel corso del processo Gleichschaltung su istigazione del ministro del Reich Joseph Goebbels come organizzazione professionale di tutti gli artisti creativi tedeschi. Sfidando le ambizioni concorrenti del Fronte tedesco del lavoro (DAF) sotto il rivale di Goebbels Robert Ley, la Camera della Cultura del Reich era destinata a detenere il controllo dell'intera vita culturale in Germania creando e promuovendo l'arte ariana in linea con gli ideali nazisti.
Ogni artista doveva presentare domanda presentando un certificato ariano. Un'iscrizione rifiutata comportava di fatto un divieto del lavoro.

## Struttura e organizzazione

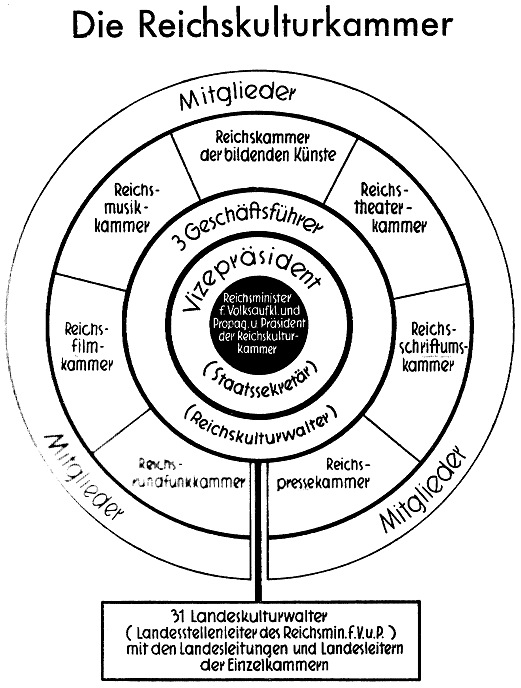
Organigramma della Camera della Cultura del Reich

La RKK era affiliata con il Reichsministerium für Volksaufklärung und Propaganda ("Ministero del Reich per l'istruzione pubblica e la propaganda") con sede a Wilhelmplatz a Berlino. Diretta da Goebbels, che ricopriva la carica di segretario di Stato, la Camera della Cultura era governata da quattro vicepresidenti:
- Walther Funk (1933-1938)
- Karl Hanke (1938-1941)
- Leopold Gutterer (1941-1944)
- Werner Naumann (1944-1945)

L'ufficiale delle Schutzstaffel Hans Hinkel era uno degli ufficiali incaricati della Camera e il commissario straordinario di Goebbels per la rimozione degli ebrei dalla vita culturale tedesca.
Diverse suddivisioni del RKK riguardavano musica, arti visive, film, architettura e letteratura, e tali campi erano gestiti in sette dipartimenti:
- Reichsfilmkammer, gestita da Carl Froelich dal 1939
- Reichsmusikkammer, gestita da Richard Strauss, dal 1935 da Peter Raabe
- Reichskammer der bildenden Künste, gestita da Eugen Hönig dal 1933, da Adolf Ziegler dal 1936 e da Wilhelm Kreis dal 1943
- Reichstheaterkammer, gestita da Rainer Schlösser fra il 1935 e il 1938, da Paul Hartmann dal 1942
- Reichsschrifttumskammer, diretto da Hans Friedrich Blunck, del 1935 da Hanns Johst
- Reichspressekammer, gestita da Max Amann
- Reichsrundfunkkammer (compiti assegnati alla Reichs-Rundfunk-Gesellschaft nel 1939)

Al termine della seconda guerra mondiale, la RKK fu sciolta e le sue attività confiscate dalla legge n. 2 (10 ottobre 1945) dalla Commissione alleata di controllo. I filmati e gli archivi vengono oggi conservati nell'Archivio federale tedesco (Bundesarchiv) e nel Berlin Document Center.

## Arte degenerata

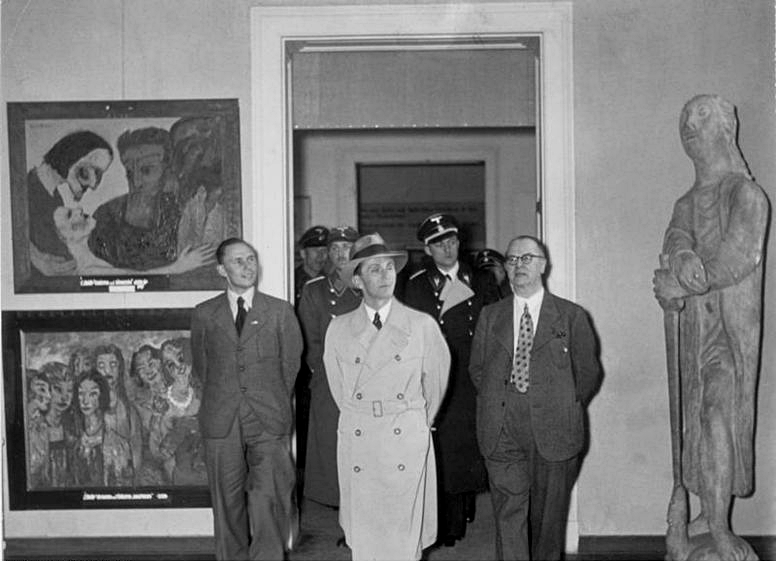
Goebbels in visita alla mostra d'arte degenerata (1937)

Il RKK ebbe un ruolo significativo nell'oppressione nazista dell'arte moderna, diffamata e accusata di "bolscevismo culturale". Un notevole progetto della divisione Bildende Künste (Belle arti) sotto Adolf Ziegler fu la mostra Entartete Kunst dedicata a opere considerate "degenerate". Aperta nel luglio 1937 all'Hofgarten di Monaco, si trattava di un'esposizione itinerante che perdurò dal 1938 al 1941 e che fece tappa in diverse importanti città tedesche come Berlino, Lipsia, Düsseldorf, Salisburgo e Amburgo. La partecipazione fu misurata in milioni (si presume in buona parte perché l'ingresso fosse gratuito), e la cosiddetta "arte degenerata" fu più popolare tra il pubblico di quanto previsto dai nazisti. Goebbels sostenne gli espressionisti tedeschi fino all'intervento di Hitler ed espresse il suo disgusto verso artisti come Max Liebermann ed Emil Nolde.